# 海軍左派
海軍左派（かいぐんさは）とは、ワシントン軍縮条約締結時の締結反対派（艦隊派）に対する賛成派（条約派）。または、日独伊三国同盟締結・対米開戦に真っ向から反対した立場・親英米派としての「左派」であり（対米強硬派・親独派としての「右派」に対する）、いわゆるマルクス主義とは何ら関係がない（思想的にはむしろ、西園寺公望や若槻礼次郎のようなオールド・リベラリストに近い）。海軍良識派、海軍穏健派とも言う。
往年の主流派であった加藤友三郎、岡田啓介ら「条約派」の流れに属するが、大角岑生がロンドン海軍軍縮会議後に堀悌吉ら条約派の主要提督を軒並み予備役に編入した（大角人事）ために、昭和10年代に入ると弱体化した。
この流れを汲む人物には、長谷川清、古賀峯一、高木惣吉、実松譲、大井篤、中山定義、内田一臣などがいた。特に米内光政・山本五十六・井上成美の三人を指して「（海軍）左派トリオ」もしくは「海軍三羽烏」と呼ばれることもある。皇族では、高松宮宣仁親王がこの派閥に当てはまる。
左派とはいうものの、陸軍の統制派や皇道派に見られる露骨な派閥的動向はなかった。なお、山本と井上の存在によって混同されがちであるが、海軍左派=航空優先論者というわけではない。